# Skoulikariá
Skoulikariá är en ort i Grekland.   Den ligger i prefekturen Nomós Ártas och regionen Epirus, i den centrala delen av landet, 250 km nordväst om huvudstaden Aten. Skoulikariá ligger 866 meter över havet och antalet invånare är 381.
Terrängen runt Skoulikariá är kuperad åt sydväst, men åt nordost är den bergig. Terrängen runt Skoulikariá sluttar västerut. Runt Skoulikariá är det glesbefolkat, med 10 invånare per kvadratkilometer. Närmaste större samhälle är Kompóti, 17,3 km sydväst om Skoulikariá. 